# A Estrela Oculta do Sertão
A Estrela Oculta do Sertão é um documentário de 2005, dirigido pela fotógrafa Elaine Eiger e pela jornalista e escritora Luize Valente. O tema central é a prática judaica mantida por algumas famílias do seridó nordestino, juntamente com a busca de sua identidade religiosa por vários marranos a partir do momento que tomam consciência de sua condição.
O documentário conta com consultoria e depoimentos da historiadora da USP Anita Novinsky, uma das maiores autoridades em inquisição no Brasil, o genealogista Paulo Valadares, e o antropólogo do Collège de France, Nathan Wachtel.

## Início
A ideia das diretoras em realizar o documentário surgiu em 2000, após ler uma matéria de jornal sobre uma vila, com menos de 800 habitantes, no extremo oeste do Rio Grande do Norte, chamada Venha-Ver. Segundo a reportagem, um rabino americano que havia estado na vila, constatou que a população mantinha costumes nem um pouco cristãos. Muitos desses hábitos já eram tão antigos que caíram em desuso há séculos dentro do judaísmo. Mantêm costumes notadamente judaicos, que acabam por denunciar sua verdadeira origem: são descendentes dos chamados cristãos-novos (marranos), judeus forçados a se converterem ao cristianismo durante o período da inquisição em Portugal, graças a um decreto do rei D. Manuel, estabelecido em 1497.
Durante a invasão holandesa ao Brasil, no século XVII, a Coroa holandesa que atuava na vanguarda do movimento de reforma do catolicismo, adota a política de acolher perseguidos religiosos de várias partes da Europa. A maioria dos judeus emigrantes que se estabelece no país vive na penúria. Com a tomada do Recife pela Holanda, esses grupos são atraídos pela oportunidade de progredir na mais rica capitania portuguesa da época, e navios fretados por judeus passam a chegar quase todo mês no Recife, evadindo-se posteriormente para o interior, após a retomada dos portugueses.
"A partir daí, começamos uma longa jornada que nos levou aos colonizadores do Brasil", afirmam as diretoras. Com 85 minutos, o documentário se divide em duas partes: a primeira mostra diversos personagens como especialistas em cultura judaica, famílias que voltaram a praticar o judaísmo e famílias católicas com costumes judaicos, em diversas cidades principalmente da Paraíba e do Rio Grande do Norte.